# Esperanta brajlo
Esperanta brajlo (=eszperantó Braille) egy Braille ábécé eszperantó nyelvű olvasáshoz, íráshoz és nyomtatáshoz.

## Története
Már a 19. században is léteztek vakok, akik tanultak eszperantóul, de a nyelvhez nem volt külön Braille-írás. Helène Giroud, a vakok iskolájának tanára 1895 nyarán tanult meg eszperantóul, majd tanított néhány érdeklődőt, de csak szóban. Valóban lehetett volna  Braille-t használni  például a h rendszer használatával. Harald Thiander, 1900 óta eszperantista, akit "a vakok prófétájának" is neveztek, Braille-írást használt.
1902-ben Théophile Cart, a már híres francia nyelvész, kisfia szembetegsége miatt kezdett el foglalkozni a vakok ezen problémájával. Elkezdte az első eszperantó tanfolyamot a lausanne-i (Svájc) árvaházban. Tanítványaival a Braille-ábécét használták, amelyben a nem létező eszperantó karaktereket jelekkel helyettesítették. Tanítványai, Fanny Ducret, Helena Gal és Roza Vogt kézzel írták a nyelvtant és a gyakorlófüzet első példányait. Megmutatta ezeket a írásokat Jean Jacques Monnier professzornak Genfben, aki teljes mértékben elutasította ezt az ábécét. De Thilander ajánlott Cartnak egy másik ábécét, amelyben az eszperantó karaktereket a normál alak változataiból készítették, egy hatodik (jobb alsó) pont hozzáadásával, és az û is hasonló az u-hoz, de más módon, ugyanaz, mint a közönséges eszperantó ábécé. Monnier professzor Thiander új ábécéjével már teljes mértékben egyetértett . 1902 novemberében a Lingvo Internacia újságban jelent meg egy cikk a jelenlegi Braille eszperantó ábécé összes betűjének rajzával, amelyben bejelentették, hogy ezeket a betűket svéd eszperantisták javasolták, erről szeptember 23-án állapodtak meg Genfben, S. Thylander és H. G. Andersson, svédek, Th. Cart francia és J. J. Monnier a lausanne-i Recourdon Vakok Intézetének igazgatója (Svájc) voltak a fejlesztők. Nem sok változtatási igény volt, így végül az ábécé általánosan elfogadottá vált. Ezzel az eszperantó Braille-al  könyveket és újságokat nyomtattak és nyomtatnak ma is. Cart később ezt írta egy cikkében:

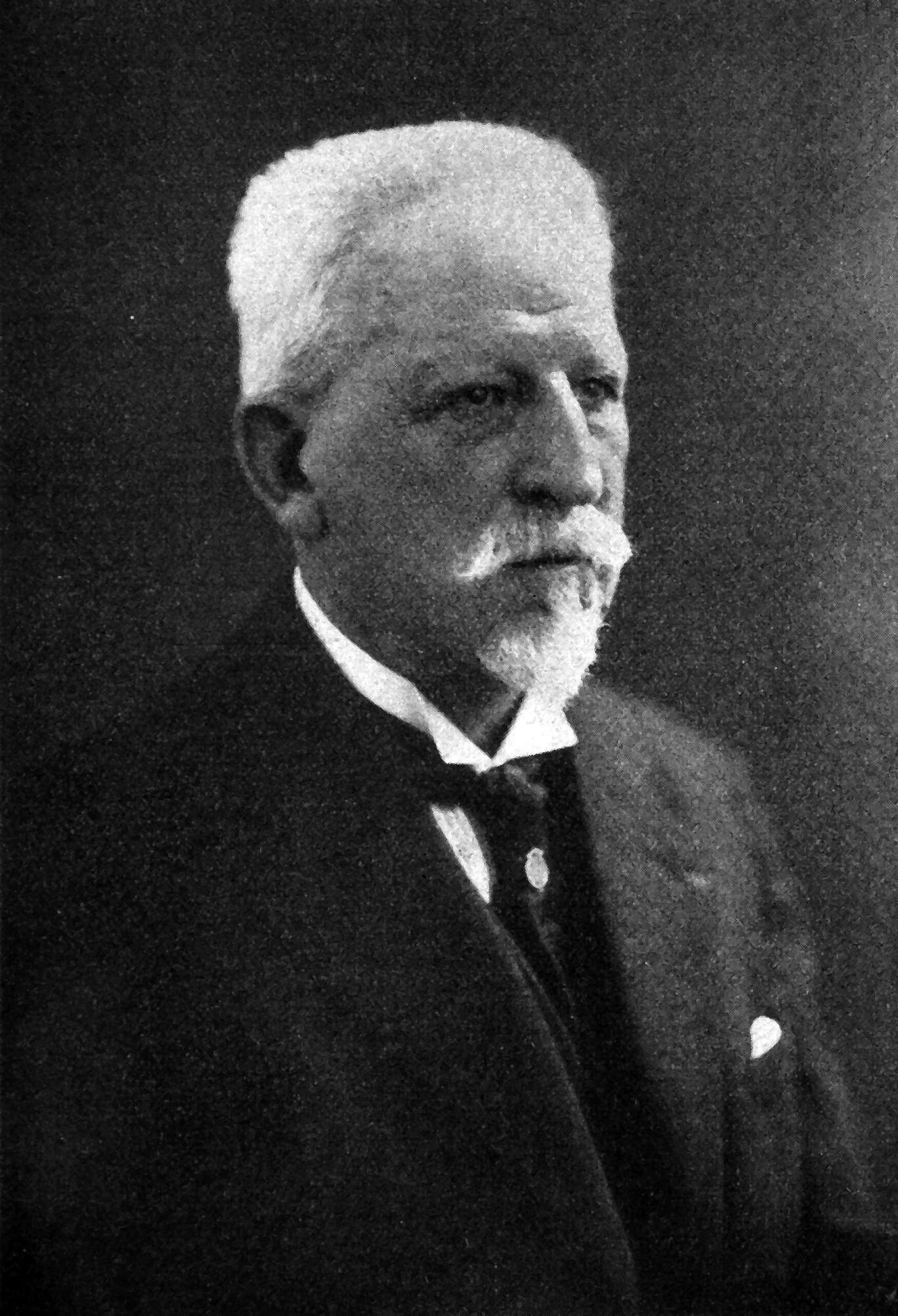
Théophile Cart professzor (1885-1931)

„Talán egyeseknek nem tetszik egy ilyen energikus tevékenység, de gondoljanak bele: ha nem így jártunk volna el, az emberek valószínűleg még ma is a legjobb Braille-ábécéről vitatkoznának, és akkor nem lenne Braille-könyvünk, nem lenne újságunk, és a vakok továbbra is az első Esperanta Ligilojegyzetre várnának, míg megjelenik.”

## Az ábécé[10]
Minden nyelv saját Braille-írással rendelkezik, ami kis módosításoktól (például angol, francia, német) kezdve akár teljes átszervezésig (kínai, japán) eltérhet az eredeti formától, hogy kielégítse a nyelv igényeit. Külön Braille-írás van a magyar nyelvhez is.
A hatlyukú rendszer szöveg leírásán kívül más információk lejegyzésére is alkalmas, ezek külön erre a célra létrehozott kódolásokkal rendelkeznek: Németh−Braille matematikai képletekhez, Braille-kotta zenéhez stb. Egy ilyen notációban írt jelsorozatot speciális jellel kell kezdeni.

### Alapbetűk
Az eszperantó Braille-írásban ugyanabból a kalap nélküli betűből egy kalapos betű készül a hatodik (jobb alsó) pont hozzáadásával.
Bővebben: az alapbetűk elérése.

#### További betűk
Az eszperantó Braille-írás tartalmaz néhány nem eszperantó latin betűt, nevezetesen q, w, x, y, ä, ö, ü:
Bővebben: további betűk elérése.

### Írásjelek
Bővebben: írásjelek elérése.

#### Páros írásjelek
Bővebben: páros írásjelek elérése.

### Szövegkiemelés karakterei
Bővebben: szövegkiemelés, számok karaktereinek elérése.

### Számítógépen
Bővebben: Braille a számítógépen

## Eszperantó Braille Himnusz
Brillant Classics:  Himno Esperanta Brajla. www.youtube.com (eszperantóul) (Hozzáférés: 2022. augusztus 18.)

## Eszperantó morzekód
A nagybetűs eszperantó betűkhöz speciális karakterek javasoltak, lásd a következő listában, de az eszperantó rádióamatőrök nem használják azokat, inkább a Zamenhof-módszer (H-szisztéma) szerint írnak át sh-t, ch-t, gh-re stb.
Az eszperantó morzekódok táblázata

## Fordítás
- Ez a szócikk részben vagy egészben  az   Esperanta brajlo című eszperantó Wikipédia-szócikk ezen változatának fordításán alapul.  Az eredeti cikk szerkesztőit annak laptörténete sorolja fel. Ez a jelzés csupán a megfogalmazás eredetét és a szerzői jogokat jelzi, nem szolgál a cikkben szereplő információk forrásmegjelöléseként.